# Tim Ingold
Pour les articles homonymes, voir Ingold.
Tim Ingold est un anthropologue britannique né le 1er novembre 1948. Il est notamment l'auteur de plusieurs ouvrages dont neuf sont traduits en français.

## Biographie
Il enseigne l'anthropologie sociale à l'université d'Aberdeen depuis 1999.
Il est le fils de Cecil Terence Ingold (en), scientifique de renom. Après des études scientifiques à l'Université de Cambridge, il décide de se tourner vers l'anthropologie sociale et obtient son PhD en 1976. Son terrain d'études était consacré aux Sames ou Sámi, le peuple autochtone du Sápmi au nord-est de la Finlande et portait sur leur adaptation à leur environnement ainsi qu'à leur organisation sociale et politique.
Ingold a enseigné à l'université d'Helsinki (1973-74) puis à celle de Manchester avant de devenir professeur en 1990 et d'être nommé à la chaire Max Gluckman en 1995.
Son ouvrage Une brève histoire des lignes (2011) inspire l'exposition éponyme proposée par le Centre Pompidou-Metz en 2013.
Il est proche de l'anthropologue français Philippe Descola. Ils publient ensemble Être au monde : quelle expérience commune ? (Presses Universitaires de Lyon) en 2014, à la suite d'une rencontre organisée par la Villa Gillet,.
En 2021, il est invité à prononcer une conférence à l'occasion de la dixième édition de la Manufacture des idées, aux côtés de Bruno Latour, Philippe Descola ou encore Anna Tsing. Ce dialogue avec Mathieu Potte-Bonneville est disponible sur Youtube.
En 2024, Tim Ingold est venu à l'EPFL donner une conférence, dans le cadre du cours d'Histoire de l'Architecture.

## Distinctions
- Membre de l'académie britannique depuis 1997
- Membre de la Royal Society of Edinburgh depuis 2000
- Chevalier, Première classe de l'ordre de la Rose blanche de Finlande, novembre 2014.
- Médaille du Huxley Memorial du Royal Anthropological Institute of Great Britain and Ireland, novembre 2014.

## Œuvre
- Ingold, T. (2023). The Rise and Fall of Generation Now, Cambridge, Polity Press[9].
- Ingold, T. (2021). Correspondances. Cambridge, Polity Press.
- Ingold, T. (2021). Being Alive. Essays on Movement, Knolwedge and Description. London, Routledge.
- Ingold, T. (2021). Imagining. Essays on Creation, Attention and Correspondance. London, Routledge.

- Ingold, T. (2018). Anthropology: Why it matters. Cambridge, Polity Press.

- Ingold, T. (2017). Antropology and/as Education. London, Routledge. (Nouvelle éd. sous le titre Old Ways, New People. Antropology and/as Education, London, Routledge, 2025.)
- Ingold, T. (2015). The Life of Lines. London, Routledge.
- Hallam, E. & Ingold, T. (Eds.) (2014). Making and growing: Anthropological studies of organisms and artefacts. Aldershot, Ashgate Publ.«  Anthropological Studies of Creativity and Perception ». [(en) présentation en ligne]
- Ingold, T. (2013). Making: Anthropology, Archaeology, Art and Architecture. London, Routledge.
- Ingold, T. & Palsson, G. (eds.) (2013). Biosocial Becomings: Integrating Social and Biological Anthropology. Cambridge,Cambridge University Press.
- Janowski, M. & Ingold, T. (eds.) (2012). Imagining Landscapes: Past, Present and Future. Aldershot, Ashgate Publ.
- Ingold, T. (2011). Being Alive: Essays on Movement, Knowledge and Description. London, Routledge.
- Ingold, T. (2011). Redrawing Anthropology: Materials, Movements, Lines, Aldershot, Ashgate Publ.
- Ingold, T. & Vergunst, J. (Eds.) (2008). Ways of Walking: Ethnography and Practice on Foot. Aldershot, Ashgate Publ.
- Ingold, T. (2007). Lines: A Brief History. London, Routledge.
- Hallam, E. & Ingold, T. (2007). Creativity and Cultural Improvisation. Oxford Berg Publishers, « A.S.A. Monographs », vol. 44.
- Ingold, T. (Ed.) (2002). Companion Encyclopedia of Anthropology, London, Routledge
- Ingold, T. (2000). The perception of the environment: essays on livelihood, dwelling and skill. London, Routledge.
- Ingold, T. (1996). Key Debates In Anthropology. London, Routledge.
- Ingold, T. (1986). Evolution and social life. Cambridge, Cambridge University Press.
- Ingold, T. (1986). The appropriation of nature: Essays on Human Ecology and social relations. Manchester, Manchester University Press.
- Ingold T. (1980). Hunters, Pastoralists and Ranchers: Reindeer Economies and their Transformation. Cambridge, Cambridge University Press.
- Ingold T. (1976). The Skolt Lapps Today. Cambridge, Cambridge University Press.

### Traductions en français
- Une brève histoire des lignes (titre original : Lines: A Brief History). 2011. Trad. de l'anglais par Sophie Renaut. Editions Zones Sensibles.  (ISBN 2-930601-02-7 et 978-2-930601-02-1) (seconde édition en 2013 accompagnée d'une postface inédite); rééd. Points, 2024
- Marcher avec les dragons. 2013. Trad. de l'anglais par Pierre Madelin. Editions Zones Sensibles.  (ISBN 2-930601-09-4 et 978-2-930601-09-0)
- Être au monde. Quelle expérience commune ? (avec Philippe Descola), Lyon, Presses universitaires de Lyon, coll. « Grands débats : mode d'emploi », 2014, débat présenté par Michel Lussault (voir recension dans Lectures, 2015).
- Le dédale et le labyrinthe : la marche et l'éducation de l'attention, Paris, ESAAA, « Intuitve Notebook #-2 - Diagrams, Drawings and Spaces » 2015
- Faire. Anthropologie, archéologie, art et architecture, Editions Dehors, 2017.  (ISBN 978-2367510101) [(fr) présentation en ligne]
- L’anthropologie comme éducation, trad. Maryline Pinton, Postface Yves Citton, Presses Universitaires de Rennes, coll. « Paideia. Education - Savoir - Société », 2018
- Machiavel chez les babouins,  Le Pré Saint Gervais, Asinamali, 2021 (ISBN 9782955382288)
- Correspondances: Accompagner le vivant, trad. Sylvain Griot, Actes Sud, coll. « Voix de la Terre », 2024[10]

- Le Passé à venir. Repenser l'idée de génération, trad. Cyril Le Roy, Seuil, 2025[11]

### Articles

#### Traduits en français
- « Sur la distinction entre évolution et histoire », in La production du social. Autour de Maurice Godelier (collectif), Paris, Fayard, 1999 (traduit par C. Lancelot)
- « L'Outil, l'esprit et la machine: Une excursion dans la philosophie de la "technologie" », in Techniques & Cultures 54-55/2010: Cultures matérielles, 2010 (traduit par A; Virmani)
- « Retour sur "L'Outil, l'esprit et la machine" », in Techniques & Cultures 54-55/2010: Cultures matérielles, 2010 (traduit par A; Virmani)
- « Culture, nature et environnement », in Tracés 22/2012 Ecologiques. Enquêtes sur les milieux humains, 2012 (traduit par P. Madelin)
- « Le nord est partout », in Antropia n°15, 2013
- Participation en tant que « parrain » à la revue TALWEG 01, Transrevue. Pensées - Art contemporain, janvier 2014 (autour de la notion de « pli » et à partir de son ouvrage Une brève histoire des lignes)
- « Perception et imagination », in Les Cahiers européens de l'imaginaire  - Le fake, n°6 mars 2014 (traduit par M. V. Dandrieux)
- « La vie dans un monde sans objets », Perspective, 1 | 2016, 13-20 [mis en ligne le 31 décembre 2017, consulté le 31 janvier 2022. URL : http://journals.openedition.org/perspective/6255 ; DOI : https://doi.org/10.4000/perspective.6255].
- Avec Sophie Krier, « Habiter le monde et en être habités », Perspective, 2 | 2021, 89-110 [mis en ligne le 30 juin 2022, consulté le 20 juin 2022. URL : http://journals.openedition.org/perspective/25068 ; DOI : https://doi.org/10.4000/perspective.25068].

### Expositions
- Une brève histoire des lignes, Centre Pompidou-Metz, commissaires : Hélène Guenin et Christian Briend, du 11 janvier au 1er avril 2013 [Présentation en ligne sur centrepompidou-metz.fr]